# Toka (escultura)
La escultura titulada Toka se encuentra en el barrio de Ayete de San Sebastián, cerca del Parque de Ayete, y es una imagen de metal. Se inauguró en 2017. El autor es José Antonio Díaz de Quevedo, quien firma como JADIKU. 
La barra de metal y las fichas utilizadas en el juego tradicional de toka aparecen en la escultura pero son mucho más grandes que en su tamaño real. En el juego, las fichas se lanzan con la mano desde lejos y deben golpear la barra «toka», por lo que todas las fichas que aparecen en la escultura están tocando la barra.
El Ayuntamiento de Donostia-San Sebastián colocó esta escultura para homenajear a Manuel Matxain, famoso escultor, bertsolari, corredor, jugador de bolos y jugador de toca del siglo XX. Nació en 1916 y firmaba sus versos con el seudónimo de 'Ayete'.

## Galería de imágenes

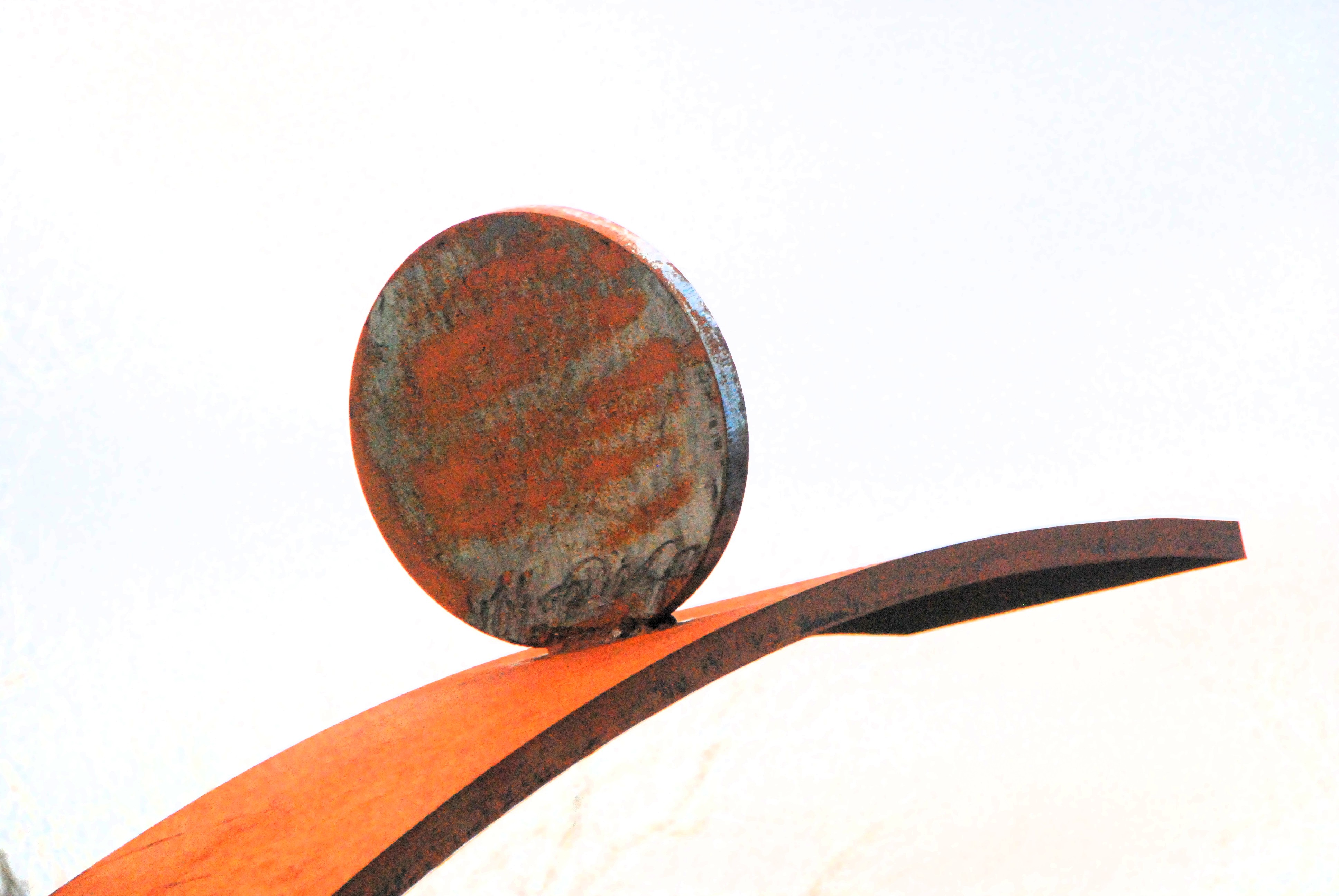
La firma de Matxain aparece en la ficha
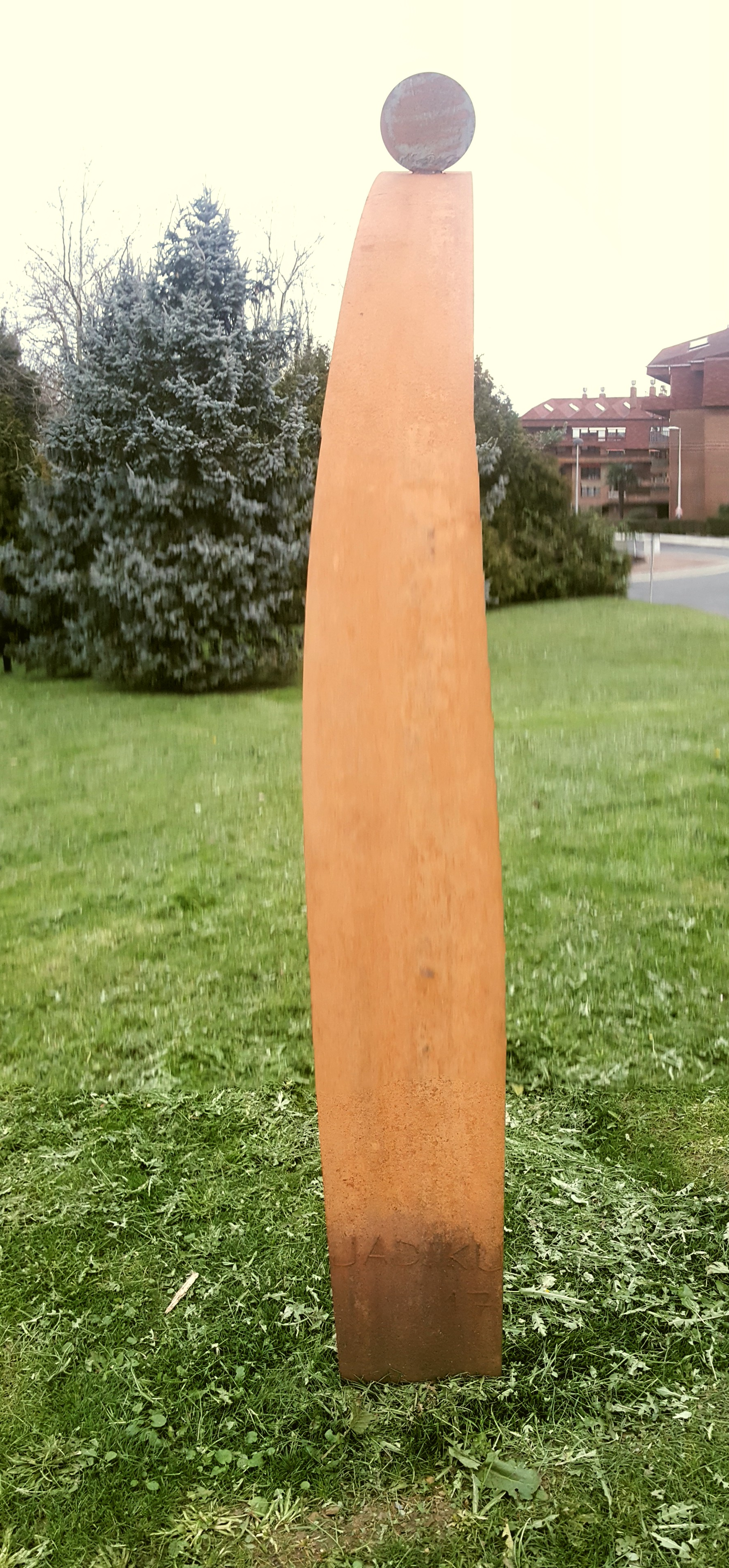
Vista del frente
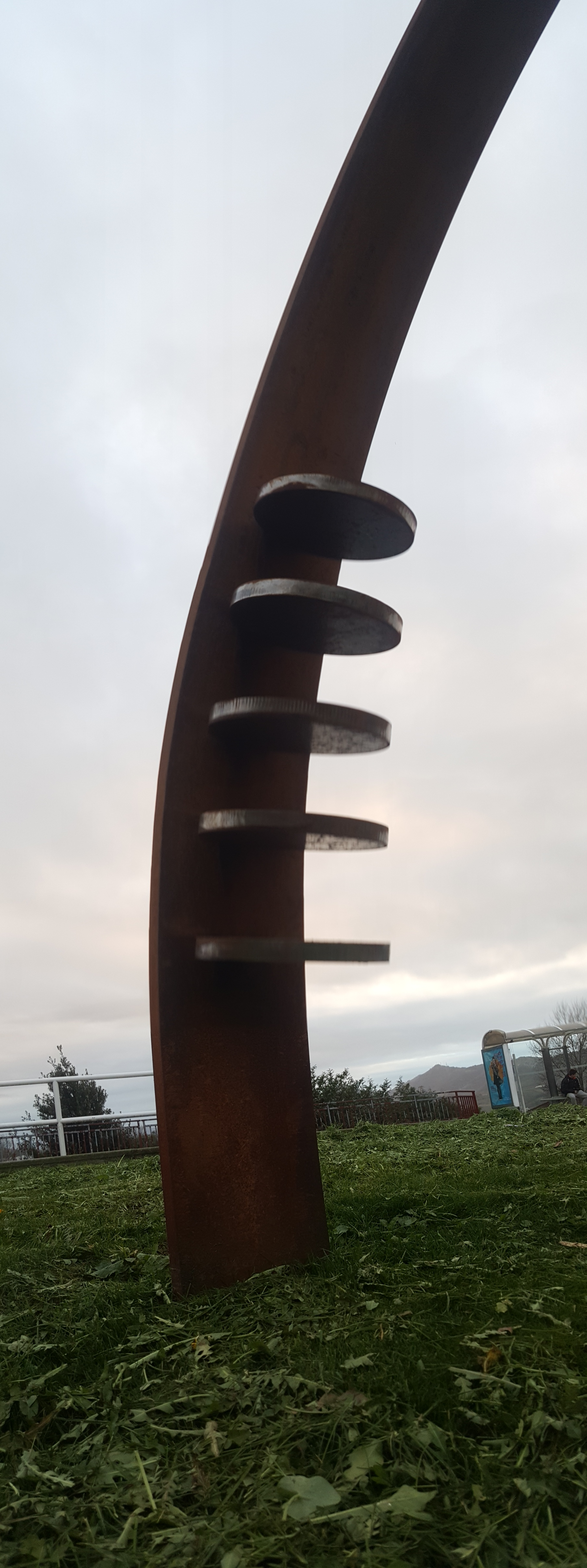
Vista lateral
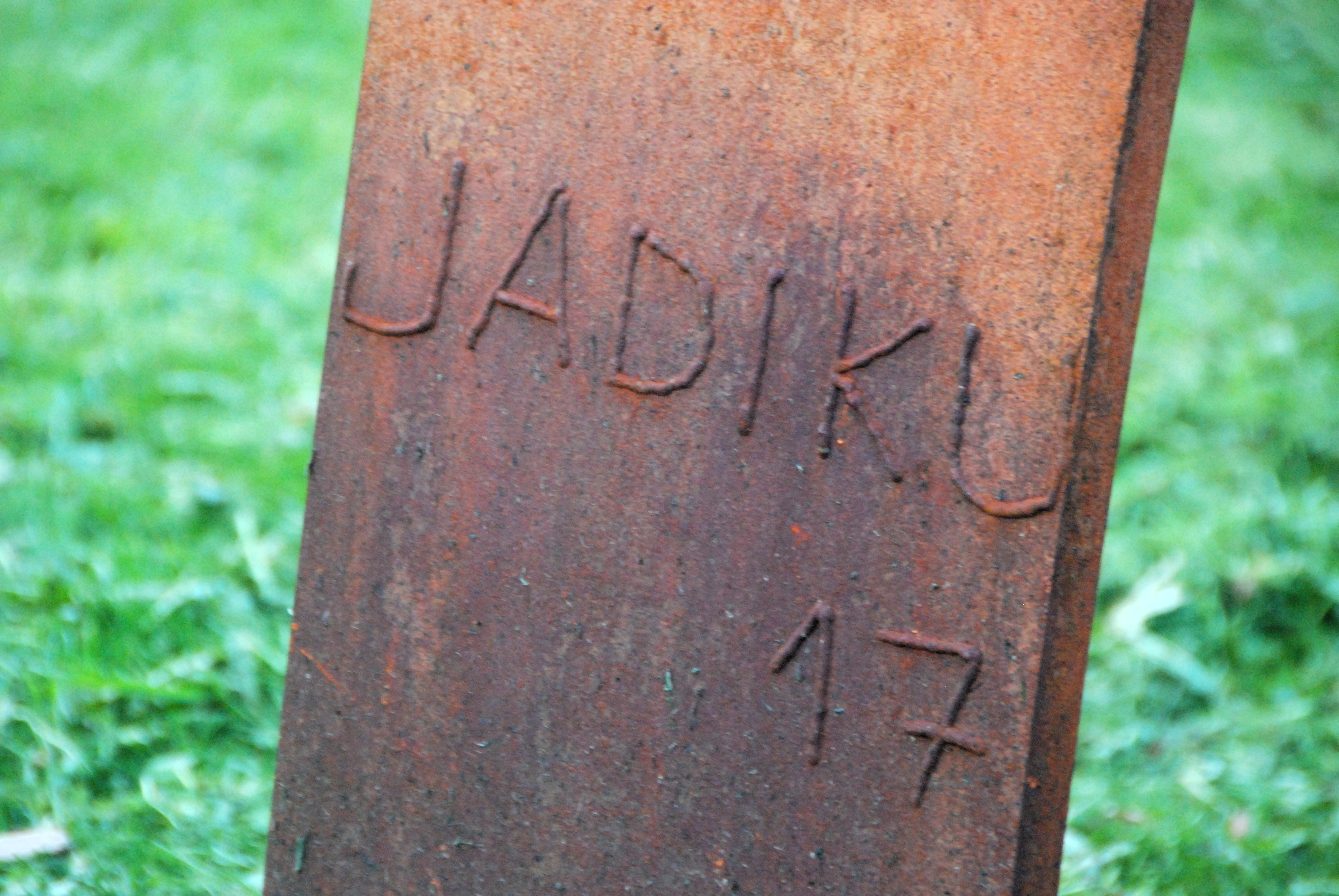
Firma del autor, JADIKU
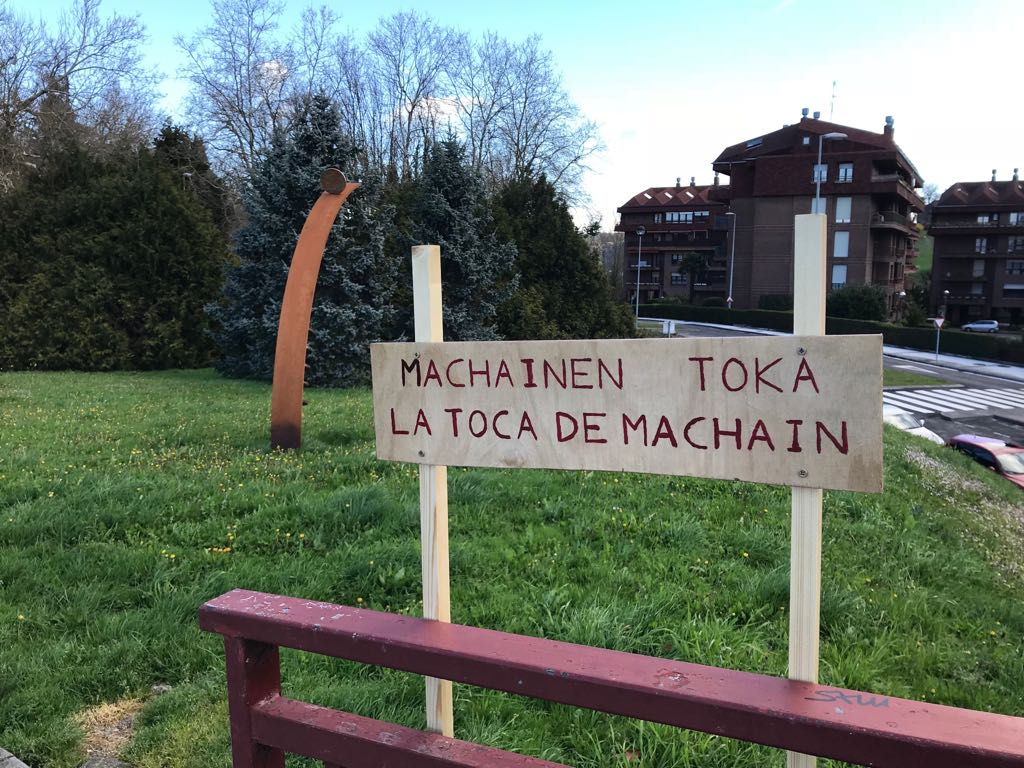